# 4426 Roerich
4426 Roerich eller 1969 TB6 är en asteroid i huvudbältet som upptäcktes den 15 oktober 1969 av den ryska astronomen Ljudmila Tjernych vid Krims astrofysiska observatorium på Krim. Den har fått sitt namn efter Nicholas K. Roerich, Helena Roerich, Jurij Roerich och Svetoslav Roerich.
Asteroiden har en diameter på ungefär 10 kilometer och den tillhör asteroidgruppen Agnia.